# Diecezja Caetité
Diecezja Caetité (łac. Dioecesis Caëtitensis) – diecezja Kościoła rzymskokatolickiego w Brazylii. Należy do metropolii Vitória da Conquista, wchodzi w skład regionu kościelnego Nordeste III. Została erygowana przez papieża Piusa X bullą Maius animarum bonum 20 października 1913, od 1967 w obecnym kształcie terytorialnym.

## Główne świątynie
- Katedra: Katedra św. Anny w Caetité

## Biskupi diecezjalni
- Manuel de Melo (1914–1923)
- Juvéncio de Brito (1926–1945)
- José Terceiro de Sousa (1948–1955)
- José de Araújo Costa (1957–1968)
- Silvério de Albuquerque OFM (1970–1973)
- Eliseu Maria Gomes de Oliveira OCarm. (1974–1980)
- Antônio Guimarães Rezende CSS (1981–2002)
- Guerrino Riccardo Brusati (2002–2015)
- José Roberto Silva Carvalho (od 2016)